# 正己胺
正己胺（英語：n-hexylamine，又称1-己胺）是化学式为CH3CH2CH2CH2CH2CH2NH2的烷基胺化合物，常温常压下为无色液体，可溶于大部分有机溶剂。

## 应用
正己胺可用作表面活性剂、农药、天然橡胶、染料、乳化液和藥品。